# Lago Cardiel
El lago Cardiel, se encuentra en el extremo sur de la Argentina, en el centro de la provincia de Santa Cruz.
Su cuenca es de tipo endorreico.

## Descripción
Se localiza en la meseta patagónica, al pie del Cerro Bayo.
Su cuenca presenta depósitos fluvio-glaciales, areniscas cretácicas y basaltos.
La temperatura media anual de la región es de 5.5 °C, y las precipitaciones medias anuales alcanzan un valor de 200 mm. La vegetación es de tipo arbustivo.
El probable origen de este lago se debe a la creación de una cubeta excavada por la fuerte acción eólica del lugar.
La actividad más importante que se desarrolla en sus aguas, es la pesca comercial. En la década del 40 un avión que transportaba alevinos con destino final en el lago Fagnano, Tierra del Fuego, se vio sorprendido por una tormenta; la demora en el vuelo llevó al piloto a tomar una decisión: liberarlos en el primer espejo de agua que apareciera antes que las crías murieran. El lago Cardiel se convirtió en su nuevo hogar.[cita requerida]
Al contener una alta composición iónica, las aguas de este lago no son aptas para el consumo humano.[cita requerida]
Se accede desde Gobernador Gregores, yendo por la ruta provincial 29, unos 69 km hacia el oeste, hasta el empalme con la Ruta Nacional 40.

## Etimología
El nombre es dado por el jesuita José Cardiel, quien junto con Matías Strobel y José Quiroga, quienes en el año 1745 emprendieron una expedición desde la Bahía de San Julián y se internan 120 kilómetros al oeste, en territorio de la actual provincia de Santa Cruz, convirtiéndose en los primeros exploradores europeos en el interior del continente en esas latitudes de la Patagonia austral. Otros dos lagos cercanos al Cardiel recuerdan a aquellos otros dos jesuitas, los lagos Strobel y Quiroga.